# D.Holic
D.Holic (Hangul: 디홀릭) Foi um grupo sul-coreano formado pela H.Mate Entertainment (Atual Star Road Entertainment) em 2014 com cinco membros Hami,Rena,Duri,Nine e Danbee,o grupo teve seu fim em 2017 após a saída de algumas integrantes. O grupo teve seu debut em outubro de 2014 com seu primeiro trabalho intitulado "D.Holic Dark With Dignity" e passou por mudanças, pois Nine deixou o grupo em agosto de 2015, por motivos pessoais, e foi substituída pela nova membro, Hwajung.
Em julho de 2016, foi revelado através de provocações que Danbee e Duri decidiram deixar o grupo, e a nova integrante, EJ, foi adicionada ao grupo. Desde a estreia, lançou um mini-álbum: "Chewy" (2015) e três álbuns single: "Murphy & Sally" (2015), "D.Holic Dark With Dignity" (2014) ,  Color Me Rad  (2016)  e um live da música  "Let's Go To The World" (2017).

## História

### 2014: Estreia
D.Holic estreou em outubro de 2014 com seu primeiro single "I Do not Know (몰라요)" apoiado a um conceito sexy,a música pertence ao seu primeiro single digital "Dark with Dignity". A música foi apresentada em programas de Tv como Show Champion em 29 de outubro de 2014 EP.129 e no KBS em 02 de janeiro de 2015, mas a música não conseguiu traçar gráficos em nenhum dos principais portais coreanos.

### 2015: 'Chewy', saída de Nine eMurphy & Sally
Em Março de 2015 foi divulgado no site do Youtube vários videos de uma apresentação do grupo que incluiam covers de várias músicas. Em julho houve também o lançamento de  "Without You" faixa divulgada no Youtube  junto com seu Mv.E em julho de 2015, eles lançaram seu primeiro mini-álbum intitulado "Chewy (쫄깃 쫄깃)" com a faixa-título do mesmo nome. O videoclipe da música acumulou mais de 2 milhões de visualizações no YouTube até agora e a música foi gravada em programas de música como MCountdown e Simply Kpop, o grupo promoveu a música no The Show, MCountdown e Inkigayo. Apesar da promoção e do vídeo da música que foi viral a canção falhou em todos os portais principais da música coreana, o mini-álbum "chewy" cartografiou 19th e 69th na carta de album semanal e mensal de Gaon.
Em 28 de agosto de 2015, foi anunciado que o membro Nine tinha deixado o grupo por razões de saúde.  a nova integrante Hwajung foi adicionada pouco depois para as promoções do seu ultimo trabalho.
Em novembro de 2015, eles lançaram seu primeiro single com o novo membro Hwajung  Murphy & Sally (머피 와 샐리) . A canção é uma canção pop influenciada por EDM sobre o auto-empoderamento, esta é uma completa volta da imagem sexy que o grupo usou de sua estréia. A canção no entanto não alcançou o sucesso comercial, falhando em todos os portais principais da música coreana entretanto o único album cartéis 33rd na parada do álbum de Gaon.

### 2016: Mudança na formação eColor Me Rad
Em 5 de julho de 2016, foi anunciado que Dan Bee e Duri tinham decidido deixar o grupo devido a razões de saúde e seus contratos expirando. Um novo membro, EJ, foi então adicionado ao line-up. EJ usou uma máscara para sua vitrine do single digital e quando perguntado se EJ foi considerado um "membro misterioso", D.Holic confirmou que eles continuariam a promover como um grupo de quatro membros.
Em 6 de julho de 2016, D.Holic fez um retorno com seu novo single digital  Colour Me Rad .  Um rumor afirmou Em um fórum on-line que, se o grupo não vender pelo menos 1.500 cópias físicas do mini-álbum, elas iriam dar disband. Devido ao sucesso nas vendas digitais o número caiu para 1.300.
Rumores propagação on-line observou que uma empresa desconhecida gostou tanto do grupo que eles compraram todas as cópias restantes, embora isso nunca foi confirmado por uma fonte confiável.
Também em 2016,Hami Dançarina principal e vocalista do grupo,iniciou suas atividades como atriz e assim participou do elenco do drama Romatic Boss.

### 2017: Mudança de empresa, alterações da formação e disband
Em 17 de janeiro de 2017, foi confirmado que D.Holic havia se mudado para a Star Road Entertainment .
Em 10 fevereiro de 2017, foi confirmado através de uma performance que os membros Hami e Hwajung partiriam do grupo, que foram temporariamente substituídas por novas membros, Nayoung e Youjin, embora nunca tenham feito sua estréia oficialmente. Em julho de 2017, a EJ anunciou que iria deixar o grupo para prosseguir uma carreira de modelo.
O grupo foi dissolvido de forma informal após a partida de todos as membras, exceto uma, com o objetivo de re-debutar a membro restante, Rena, em um novo grupo de meninas dentro de um tempo indeterminado.
A integrante Rena junto a outros trainees de sua gravadora,participaram do "MIXNINE",um programa elaborado pela Yg entertainment onde escalou traineers de várias gravadoras coreanas.
Com o cancelamento do programa Rena retorna para sua empresa junto a os outros e outras traineers que participaram junto a ela.

### 2018-2019
Atualmente as ex-integrantes do grupo focam em suas carreiras individuais.

## Ex-integrantes
- Nine (hangul: 나인), nascida Gu Min-hee (hangul: 구민희) em 05 de setembro de 1992.
- Danbee (hangul: 단비), nascida Jang Dan-bi (hangul: 장단비) em 13 de maio de 1993.
- Duri (hangul: 두리), nascida Kim Du-ri (hangul: 김두리) em 26 de agosto de 1993.
- Hami (hangul: 하미), nascida Wang Ha-mi (em chinês:  王 哈密) em 23 de setembro de 1993.
- Rena (hangul: 레나), nascida Sekioka Rena (em japonês:  関岡 玲奈) em 29 de junho de 1991 em Osaka, Japão.
- Hwajung (hangul: 화정), nascida Kang Hwa-jung (hangul: 강화정) em 10 de maio de 1995.
- EJ (hangul: 이제이), nascida Song Eun-ju (hangul: 송은주) em 28 de setembro de 1993 em Iksan, Jeolla do Norte, Coreia do Sul.
- Nayoung (hangul: 나영), nascida Kim Na-young (hangul: 김나영).
- Youjin (hangul: 유진), nascida Joo You-jin (hangul: 주유진).

## Fandom
- Nome Oficial: Holica

## Discografia

### Extended plays
| Título | Detalhes do Album | Posição nos charts | Vendas      |
| Título | Detalhes do Album | KOR                | Vendas      |
| ------ | --- | ------------------ | ----------- |
| Chewy  | - Realizado: 7 de Julho de 2015 - Empresa: HMate Entertainment, Windmill Entertainment - Formato: CD, digital download track listing 1. Chewing Jelly intro 2. Chewy (쫄깃쫄깃) 3. Miss You 4. Chewy (쫄깃쫄깃) Japanese ver 5. Miss You Japanese ver 6. Chewy (쫄깃쫄깃) Chinese ver 7. Hola Hola outro 8. Chewy (쫄깃쫄깃) inst. 9. Miss you inst. | 11                 | - KOR: 624+ |

### Single albums
| Título                                      | Detalhes do Album | Posição nos Charts |
| Título                                      | Detalhes do Album | KOR                |
| ------------------------------------------- | --- | ------------------ |
| Dark With Dignity                           | - Realizado: 24 de Outubro de 2014 - Empresa: HMate Entertainment, Windmill Entertainment - Formato: CD, digital download track listing 1. I Don't Know (몰라요) 2. Without You 3. Without You inst.                                                                                 | —                  |
| Murphy and Sally                            | - Realizado: 11 de Novembro de 2015 - Empresa: HMate Entertainment, Windmill Entertainment - Formato: CD, digital download track listing 1. Murphy And Sally (머피와 샐리) 2. Just That Much (딱 그만큼) 3. Murphy And Sally (머피와 샐리) inst. 4. Just That Much (딱 그만큼) inst. | 33                 |
| Color Me Rad                                | - Realizado: 6 de Julho de 2016 - Empresa: Star Road Entertainment, Windmill Entertainment - Formato: CD, digital download track listing 1. Color Me Rad 2. So Tight 3. Color Me Rad inst. 4. So Tight inst.                                                                         | —                  |
| "—" Refere-se que não foi lançado no chart. | |                    |

### Singles
| Título                                      | Ano  | Posição nos Charts | Album             |
| Título                                      | Ano  | KOR                | Album             |
| ------------------------------------------- | ---- | ------------------ | ----------------- |
| "I Don’t Know" (몰라요)                     | 2014 | 34                 | Dark With Dignity |
| "Without You"                               | 2014 | —                  | Dark With Dignity |
| "Chewy" (쫄깃쫄깃)                          | 2015 | 11                 | Chewy             |
| "Murphy And Sally" (머피와 샐리)            | 2015 | 33                 | Murphy And Sally  |
| "Color Me Rad"                              | 2016 | —                  | Color Me Rad      |
| "Let's Go To The World" (가자 세계로)       | 2017 | —                  | —                 |
| "—" Refere-se que não foi lançado no chart. |      |                    |                   |